# Plaza Simón Bolívar (Valparaíso)

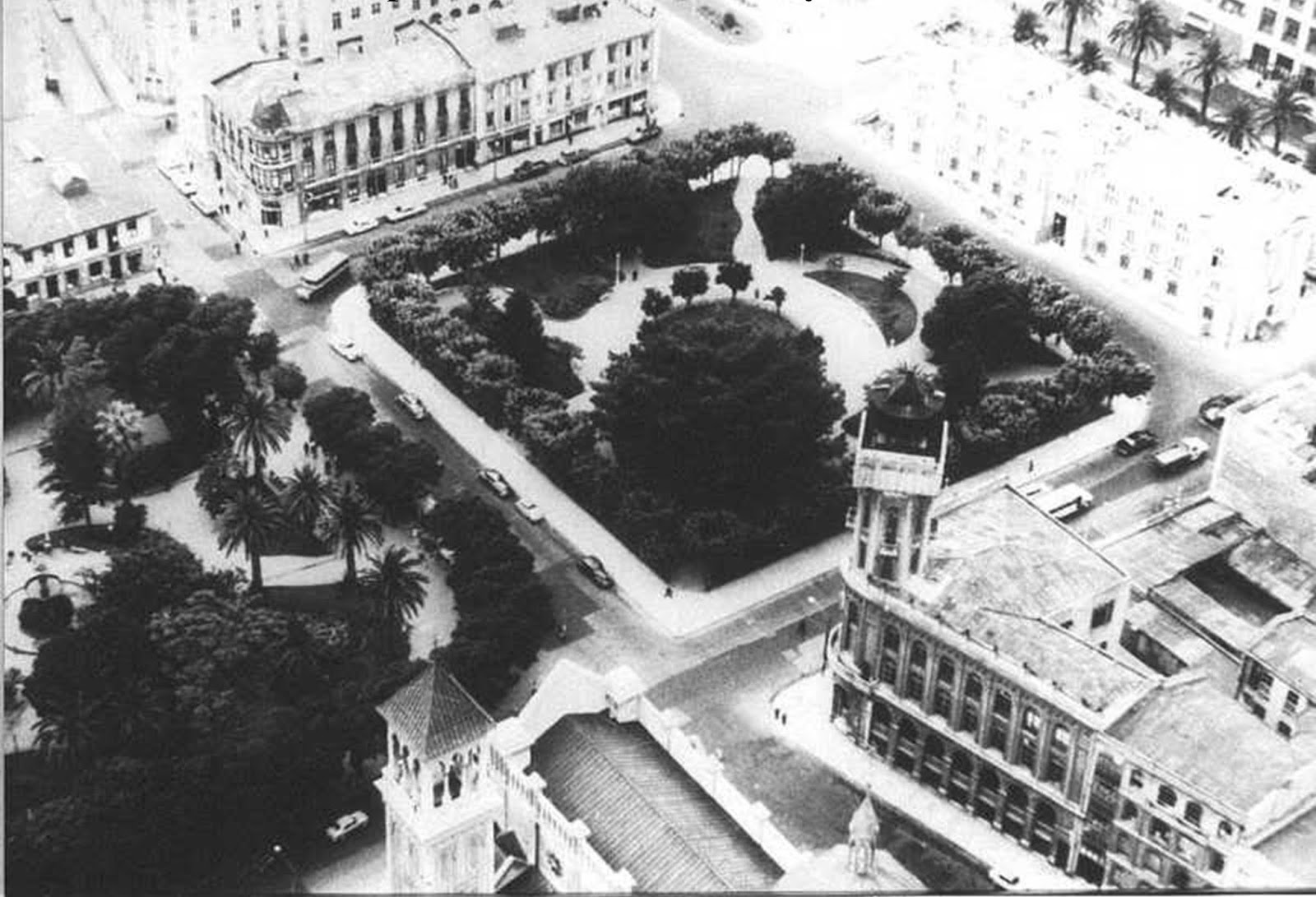
Vista aérea de la plaza en el.

La plaza Simón Bolívar es una plaza ubicada en el sector El Almendral del plan de la ciudad de Valparaíso, Chile, entre la Biblioteca Santiago Severín y la Plaza Victoria. Nombrada en honor al militar y héroe de la independencia americana Simón Bolívar, en su parte central funciona un parque de juegos infantiles.
Hasta el siglo XVII, al igual que su vecina Plaza Victoria, la zona en donde se encuentra fue playa y posteriormente se habilitó una plaza de toros. Cuando se creó la Plaza Victoria, en la segunda mitad del siglo XIX, esta estaba rodeada íntegramente por edificios. Eso hasta el terremoto de 1906 que destruyó varios inmuebles, entre ellos el Teatro Victoria, ubicado al costado norte de la plaza. En el espacio que dejó la destrucción del edificio se creó la Plaza Simón Bolívar.
Entre los años 1910 y fines de 1920 se plantó en uno de sus costados un gomero gigante (Ficus macrophylla), especie nativa de la costa este de Australia.. Esta higuera australiana conocida como "Gran Gomero", está considerado como árbol singular de la ciudad.
En los años 1980, se instalaron en ella juegos mecánicos, que redujeron drásticamente sus áreas verdes. Entre 1990 y 2012 los árboles muertos no fueron repuestos, y no fue sino hasta 2013 cuando cuatro árboles cortados fueron reemplazados tras una fuerte presión de la ciudadanía a través de las redes sociales en Internet. En 2011, durante la alcaldía de Jorge Castro, se realizaron varias obras de remodelación en la plaza, invirtiéndose cerca de 50 millones de pesos. Dentro de estas obras se cambió el pavimento de la plaza, lo que afectó a las áreas verdes y las raíces del gomero gigante, lo que provocó una evidente pérdida de su follaje. Durante los años siguientes de su administración, la plaza comenzó a sufrir un fuerte deterioro en sus árboles, áreas verdes y mobiliario, descuidándose el riego, las podas y su limpieza.